# Эрцег, Стив
Стивен Винченцо Эрцег (англ. Stephen Vincenzo Erceg; род. 27 июля 1995 года) — австралийский профессиональный боец смешанных единоборств, в настоящее время выступающий в Ultimate Fighting Championship (UFC) в наилегчайшей весовой категории. Занимает 11 строчку рейтинга лучших бойцов UFC наилегчайшего веса.

## Ранний период жизни
Эрцег родился в городе Перт, штат Западная Австралия, в семье, имеющей хорватское происхождение. В детстве он учился в престижном колледже Корпус-Кристи и был "большим фанатом WWE". Его интерес к профессиональному рестлингу впоследствии привел к увлечению смешанными единоборствами. Однажды он посмотрел запись боя с турнира UFC 81 между Броком Леснаром и Фрэнком Миром и был сильно впечатлён уверенной победой Мира над бывшей звездой рестлинга, который казался непобедимым. После этого молодой Эрцег решил начать тренировки по ММА в местном спортзале. В 2014 году Эрцег провёл свой первый любительский поединок.
Прозвище "Астро-бой" Эрцег получил в молодости из-за своего сходства с персонажем одноимённой японской манги.

## Ранняя карьера
Начав свою профессиональную карьеру в 2016 году, Эрцег участвовал в австралийских промоушенах, таких как Hex Fighting Series и Eternal MMA, выиграв титул чемпиона в наилегчайшем весе в последнем и установив рекорд 9–1, прежде чем подписать контракт с UFC.

## Ultimate Fighting Championship
Карьера Эрцега в UFC должна была начаться с боя против Клейтона Карпентера, который был сначала запланирован в шестом сезоне Претендентской серии Дэйны Уайта в 2022 году, а после на турнире UFC Fight Night: Дерн vs. Хилл в мае 2023 года, но Эрцег оба раза был вынужден отказаться от участия из-за проблем с визой. В итоге его дебют был перенесен на турнир UFC on ESPN: Стрикленд vs. Магомедов, который должен был состояться 1 июля 2023 года, но бой вновь не был организован ввиду того, что теперь уже Карпентер снялся из-за травмы.
Эрцег дебютировал 10 июня 2023 года на турнире UFC 289 в бою против чешского бойца Давида Дворжака, выйдя в короткие сроки на замену вместо выбывшего американца Мэтта Шнелла. Дебют оказался более чем успешным, так как Эрцег совершил апсет и победил рейтингового соперника единогласным решением судей (29-28, 29-28, 30-27), а по итогам боя получил бонус "Выступление вечера". После победы над рейтинговым соперником Эрцег уже после своего дебютного боя попал в рейтинг наилегчайшего веса, заняв 14-ю строчку.
| Участник      | Рекорд и серия перед боем | Рекорд и серия перед боем | Рекорд и серия перед боем | Рекорд и серия перед боем | KD | STR          | 1R    | 2R    | 3R    | TD  | CTR  | SUB |
| ------------- | ------------------------- | ------------------------- | ------------------------- | ------------------------- | -- | ------------ | ----- | ----- | ----- | --- | ---- | --- |
| Давид Дворжак | #10                       | ММА 20-5                  | UFC 3-2                   | -2                        | 0  | 53/114 (46%) | 20/46 | 23/49 | 10/19 | 1/3 | 1:57 | 0   |
| Стив Эрцег    |                           | MMA 9-1                   | дебют                     | +8                        | 0  | 54/140 (38%) | 16/56 | 18/51 | 20/33 | 3/4 | 1:29 | 1   |

В своём втором бою в организации Эрцег должен был встретиться уже с Мэттом Шнеллом, которого заменял ранее. Поединок должен был состояться 11 ноября 2023 года на турнире UFC 295. Однако, по нераскрытым причинам Шнелл снялся с боя и был заменён на бразильца Алессандру Косту. Эрцег победил соперника единогласным решением судей (29-28, 29-28, 29-28).
| Участник         | Рекорд и серия перед боем | Рекорд и серия перед боем | Рекорд и серия перед боем | Рекорд и серия перед боем | KD | STR          | 1R    | 2R    | 3R    | TD  | CTR  | SUB |
| ---------------- | ------------------------- | ------------------------- | ------------------------- | ------------------------- | -- | ------------ | ----- | ----- | ----- | --- | ---- | --- |
| Стив Эрцег       | #14                       | MMA 10-1                  | UFC 1-0                   | +9                        | 0  | 74/125 (59%) | 31/54 | 24/45 | 19/26 | 1/8 | 6:29 | 1   |
| Алессандру Коста |                           | MMA 13-3                  | UFC 1-1                   | +1                        | 0  | 54/97 (55%)  | 16/36 | 24/42 | 14/19 | 1/6 | 1:14 | 0   |

Поединок против Мэтта Шнелла был в итоге переназначен и состоялся 2 марта 2024 года на турнире UFC Fight Night: Розенстрайк vs. Газиев. Эрцег победил во 2-м раунде, отправив соперника в нокаут хуком с левой руки. За эффектную победу Эрцег получил свой второй бонус "Выступление вечера".
| Участник   | Рекорд и серия перед боем | Рекорд и серия перед боем | Рекорд и серия перед боем | Рекорд и серия перед боем | KD | STR         | 1R    | 2R  | 3R | TD  | CTR  | SUB |
| ---------- | ------------------------- | ------------------------- | ------------------------- | ------------------------- | -- | ----------- | ----- | --- | -- | --- | ---- | --- |
| Мэтт Шнелл | #9                        | MMA 16-7 (1)              | UFC 6-5 (1)               | -1                        | 0  | 22/78 (28%) | 20/69 | 2/9 | -  | 0/0 | 0:00 | 0   |
| Стив Эрцег | #12                       | MMA 11-1                  | UFC 2-0                   | +10                       | 1  | 34/72 (47%) | 32/67 | 2/5 | -  | 0/1 | 0:05 | 0   |

4 мая 2024 года Эрцег должен встретиться в поединке за титул чемпиона UFC в наилегчайшем весе против действующего чемпиона Алешандри Пантожи на турнире UFC 301 в Бразилии.

## Титулы и достижения
- Ultimate Fighting Championship
  - Обладатель премии «Выступление вечера» (2 раза) против Давида Дворжака и Мэтта Шнелла
- Eternal MMA (Австралия)
  - Чемпион Eternal MMA в наилегчайшем весе (бывший, 1 успешная защита титула)

## Статистика выступлений в MMA
| Боёв 17  | Побед 13 | Поражений 4 |
| -------- | -------- | ----------- |
| Нокаутом | 2        | 1           |
| Сдачей   | 6        | 0           |
| Решением | 5        | 3           |

| Результат | Рекорд | Соперник          | Способ                                  | Турнир                                  | Дата            | Раунд | Время | Место                    | Примечание                                    |
| --------- | ------ | ----------------- | --------------------------------------- | --------------------------------------- | --------------- | ----- | ----- | ------------------------ | --------------------------------------------- |
| Победа    | 13-4   | Оде Осборн        | Единогласное решение                    | UFC on ESPN: Долидзе vs. Эрнандес       | 9 августа 2025  | 3     | 5:00  | Лас-Вегас, Невада, США   |                                               |
| Поражение | 12-4   | Брэндон Морено    | Единогласное решение                    | UFC on ESPN: Морено vs. Эрцег           | 29 марта 2025   | 5     | 5:00  | Мехико, Мексика          |                                               |
| Поражение | 12-3   | Кай Кара-Франс    | TKO (удары)                             | UFC 305                                 | 17 августа 2024 | 1     | 4:04  | Перт, Австралия          |                                               |
| Поражение | 12-2   | Алешандри Пантожа | Единогласное решение                    | UFC 301                                 | 4 мая 2024      | 5     | 5:00  | Рио-де-Жанейро, Бразилия | Бой за титул чемпиона UFC в наилегчайшем весе |
| Победа    | 12-1   | Мэтт Шнелл        | Нокаут (удар рукой)                     | UFC Fight Night: Розенстрайк vs. Газиев | 2 марта 2024    | 2     | 0:26  | Лас-Вегас, Невада, США   | Выступление вечера (2)                        |
| Победа    | 11-1   | Алессандру Коста  | Единогласное решение                    | UFC 295                                 | 11 ноября 2024  | 3     | 5:00  | Нью-Йорк, Нью-Йорк, США  |                                               |
| Победа    | 10-1   | Давид Дворжак     | Единогласное решение                    | UFC 289                                 | 10 июня 2023    | 3     | 5:00  | Ванкувер, Канада         | Дебют в UFC; Выступление вечера (1)           |
| Победа    | 9-1    | Соичиро Хираи     | Сдача, удушающий приём (гильотина)      | Eternal MMA 73                          | 11 февраля 2023 | 1     | 1:46  | Перт, Австралия          |                                               |
| Победа    | 8-1    | Пол Лога          | Сдача, удушающий приём (гильотина)      | Eternal MMA 62                          | 30 октября 2021 | 1     | 2:31  | Перт, Австралия          | Бой за титул чемпиона в наилегчайшем весе     |
| Победа    | 7-1    | Коди Хаддон       | Единогласное решение                    | Eternal MMA 60                          | 5 июня 2021     | 3     | 5:00  | Перт, Австралия          | Бой в легчайшем весе                          |
| Победа    | 6-1    | Шэннон Росс       | Сдача, удушающий приём (гильотина)      | Eternal MMA 52                          | 7 марта 2020    | 1     | 4:28  | Голд-Кост, Австралия     | Бой за титул чемпиона в наилегчайшем весе     |
| Победа    | 5-1    | Пол Лога          | Нокаут (удар рукой)                     | Eternal MMA 47                          | 7 сентября 2019 | 1     | 1:31  | Перт, Австралия          |                                               |
| Победа    | 4-1    | Тим Мур           | Сдача, удушающий приём (удушение сзади) | Eternal MMA 45                          | 25 мая 2019     | 3     | 3:15  | Саутпорт, Австралия      |                                               |
| Победа    | 3-1    | Марк Фамильяри    | Сдача, удушающий приём (удушение сзади) | Eternal MMA 41                          | 2 марта 2019    | 1     | 4:15  | Перт, Австралия          | Дебют в легчайшем весе                        |
| Победа    | 2-1    | Чой Сын-гук       | Единогласное решение                    | Hex Fight Series 15                     | 21 июля 2018    | 3     | 5:00  | Нортбридж, Австралия     |                                               |
| Поражение | 1-1    | Шон Гаучи         | Единогласное решение                    | Hex Fight Series 11                     | 1 сентября 2017 | 3     | 5:00  | Нортбридж, Австралия     |                                               |
| Победа    | 1-0    | Райан Робертсон   | Сдача, удушающий приём (гильотина)      | CDL Super Card                          | 12 февраля 2016 | 2     | н/д   | Перт, Австралия          | Дебют в наилегчайшем весе                     |